# سان مارتن
سان مارتن هو نادي كرة قدم أرجنتيني وهو نادي أساسي في الأرجنتين. ويقع مقره في مدينة مار دي بلاتا